# Pelea en la Asamblea Nacional de Venezuela
La pelea en la Asamblea Nacional de Venezuela tuvo lugar el 30 de abril de 2013 en el Palacio Federal Legislativo, en Caracas, después de que se le negara por segunda sesión ordinaria consecutiva el derecho de palabra a los diputados opositores que desconocieran los resultados de las elecciones presidenciales de 2013 y al candidato oficialista Nicolás Maduro como presidente. La trifulca resultó en al menos 11 diputados heridos.

## Antecedentes
Después de las elecciones presidenciales de Venezuela de 2013, el 14 de abril, el candidato opositor Henrique Capriles desconoció el boletín oficial emitido por el Consejo Nacional Electoral y llamó a un reconteo total de los votos, ya que según su comando de campaña se habían detectado al menos 3 500 irregularidades durante el proceso de votación, petición que también realizó el rector del CNE Vicente Díaz, y la cual fue apoyada por los gobiernos de España, Estados Unidos, Francia, Paraguay, y el secretario general de la OEA, José Miguel Insulza. Nicolás Maduro, el candidato oficialista, aceptó la realización de la auditoría propuesta por la oposición, pero el CNE declaró que en Venezuela el proceso era automatizado y que la auditoría propuesta no se podía realizar en los términos propuestos, pues según este organismo no estaba prevista en el ordenamiento jurídico.
El presidente de la Asamblea, Diosdado Cabello, anunció que retendría las remuneraciones de los diputados que cuestionaran la legitimidad de Nicolás Maduro como presidente. En la sesión de la Asamblea Nacional del 16 de abril, Cabello le prohibió el derecho de palabra a estos diputados; en esa misma sesión el diputado opositor del partido Acción Democrática, William Dávila, fue golpeado con un micrófono por un diputado oficialista, agresión por la cual se le tuvieron que tomar 16 puntos de sutura.
Capriles presentó su solicitud formalmente el 17 de abril, con todas las denuncias correspondientes y la petición para la verificación total de las actas; el CNE se reunió por horas ese mismo día, hasta aceptar la verificación «en segunda fase», del 46% de las cajas de votación no auditadas al azar en un primer momento, esta auditoría sin embargo no fue avalada por Capriles, argumentando que la misma «tendría que haber sido llevada a cabo junto a una revisión de los cuadernos de votación», por lo cual el proceso fue impugnado ante el Tribunal Supremo de Justicia.

## Pelea
Diosdado Cabello en la sesión del 30 de abril ordenó que los micrófonos de los curules de los diputados opositores fueran removidos. Al llegar al hemiciclo, los legisladores opositores tuvieron que esperar a que los diputados oficialistas, reunidos en junta con Cabello para definir la estrategia para la sesión, acudieran a sus puestos.  Después de casi tres horas de retraso en el inicio de la sesión, de volver a colocar los micrófonos y de la aprobación exprés de Edmée Betancourt como nueva presidente del Banco Central de Venezuela y el inicio de la discusión sobre unos créditos adicionales, menos de media hora cumplida del orden del día, Cabello volvió a impedir que los legisladores opositores participaran en el debate y silenció a William Dávila, diputado por el estado Mérida. Los diputados opositores respondieron haciendo sonar cornetas y vuvuzelas como signo de protesta y desplegaron una pancarta que decía “Golpe al Parlamento”.
Al empezar la trifulca, el canal oficial de la Asamblea, ANTV, enfocó las tomas hacia el techo del hemiciclo y omitió el audio del secretario de la Asamblea, Iván Zerpa, cuando daba lectura a la aprobación de nuevos créditos adicionales. El diputado Ismael García denunció que las puertas del hemiciclo fueron cerradas y destacó que los medios de comunicación privados no tenían acceso al salón de sesiones de la Asamblea. La pelea duró varios minutos y pudo ser reconstruida por los videos aficionados tomados por los legisladores opositores; al comienzo, los diputados oficialistas le arrebataron la pancarta y agredieron a los diputados opositores. La diputada María Corina Machado subió a reclamarle a Diosdado Cabello cuando fue halada del cabello, arrojada al piso y pateada en el rostro por la diputada oficialista Nancy Ascencio, quien minutos antes la había agredido. Machado declaró que Cabello se reía mientras agredían a los opositores.
Entre los más malheridos estuvieron Julio Borges, líder del partido Primero Justicia, golpeado en el pómulo izquierdo, y la diputada María Corina Machado, quien sufrió la desviación del tabique nasal. El diputado por el estado Bolívar, Américo de Grazia, debió ser hospitalizado después de ser golpeado por cinco oficialistas y caer por escaleras. Los diputados Ismael García, Nora Bracho, Homero Ruiz y Eduardo Gómez Sigala también sufrieron contusiones menores. El Partido Socialista Unido de Venezuela reportó como lesionados a sus diputados Odalis Monzón, Nancy Ascencio, Maigualida Barrera y Claudio Farías. Sin embargo, los vídeos aficionados tomados por los opositores registraron que las mismas personas promovieron el ataque contra los opositores.

## Decisión del TSJ
La oposición introduce una segunda impugnación ante el TSJ el 7 de mayo de 2013, los abogados Carlos Guillermo Arocha y Fernando Alberto Albán, en representación de la Mesa de la Unidad Democrática (MUD), interpusieron ante la Sala Electoral esta vez contra 5729 mesas electorales y un total de 21.562 actas de escrutinio automatizadas y 1 acta de escrutinio de contingencia que actuaron el día de las elecciones. 
El día 20 de junio el TSJ mediante sentencia N° 795 la Sala Constitucional resolvió desestimarla la impugnación de los actos, actuaciones u omisiones del Consejo Nacional Electoral como máximo órgano del Poder Electoral realizadas por la MUD durante las elecciones presidenciales.

## Reacciones
El oficialismo responsabilizó en parte a la oposición de los hechos, declarando que la pelea empezó porque tomó como una provocación la exhibición de la pancarta de la oposición. La diputada Nancy Ascencio, quien agredió a María Corina Machado, afirmó que a “Machado le ha quedado muy bien el maquillaje” y que Borges fue herido cuando un compañero de bancada arrojó una silla. El presidente Nicolás Maduro pidió que no se volvieran a repetir esos hechos.
Aunque la oposición no tuvo esperanza de que las averiguaciones prosperaran, los diputados opositores presentaron ante la Fiscalía 59 del Área Metropolitana de Caracas para dejar constancias de sus lesiones y para denunciar a sus agresores, señalando también a Cabello como el principal instigador de sus agresiones al ser el responsable de la seguridad de los diputados, de acuerdo al reglamento, y al no hacer nada para restablecer el orden. Además, el diputado Díaz denunció que los escaños de los diputados opositores quedaron destrozados después de la pelea.